# Russischer Fußballpokal 1992/93
Der Russische Fußballpokal 1992/93 war die erste Austragung des russischen Pokalwettbewerbs der Männer nach dem Ende der Sowjetunion. Pokalsieger wurde Torpedo Moskau. Das Team setzte sich im Finale am 13. Juni 1993 im Olympiastadion Luschniki von Moskau gegen ZSKA Moskau durch.

## Modus
Bis zur 4. Runde wurden die Paarungen nach regionalen Gesichtspunkten gelost. Die Spiele der ersten Runde wurden im Mai ausgetragen, das Finale im darauffolgenden Jahr im Juni, sodass sich der Pokalwettbewerb über 13 Monate erstreckte. Alle Begegnungen wurden in einem Spiel ausgetragen. Bei unentschiedenem Ausgang wurde zur Ermittlung des Siegers eine Verlängerung gespielt. Stand danach kein Sieger fest, folgte ein Elfmeterschießen. Der Pokalsieger qualifizierte sich für den Europapokal der Pokalsieger.

## Teilnehmende Teams
| Oberste Liga (20) | 1. Liga (52) | 1. Liga (52) | 1. Liga (52) |
| --- | --- | --- | --- |
| - Asmaral Moskau - Dynamo Moskau - Lokomotive Moskau - Spartak Moskau - Torpedo Moskau - ZSKA Moskau - Dynamo-Gasowik Tjumen - Dynamo Stawropol - Fakel Woronesch - Krylja Sowetow Samara - Kuban Krasnodar - Lokomotive-Eretisport Nischni Nowgorod - Okean Nachodka - Rostselmasch Rostow - Rotor Wolgograd - Schinnik Jaroslawl - Spartak Wladikawkas - Tekstilschtschik Kamyschin - Uralmasch Jekaterinburg - Zenit St. Petersburg | - Amur Blagoweschtschensk - Amur Komsomolsk am Amur - APK Asow - Asmaral Kislowodsk - Atommasch Wolgodonsk - Druschba Joschkar-Ola - Druschba Maikop - Dynamo Barnaul - Dynamo Jakutsk - Dynamo Kirow - Dynamo Wologda - Energomasch Belgorod - Gastello Ufa - Gekris Noworossijsk - Lada Dimitrowgrad - KAMAS Nabereschnyje Tschelny - FK Lada Toljatti - FK Lutsch Wladiwostok | - Irtysch Omsk - Kusbass Kemerewo - Lokomotive Tschita - Metallurg Krasnojarsk - Metallurg Lipezk - Metallurg Magnitogorsk - Metallurg Nowokusnezk - Nart Tscherkessk - Prometey-Dynamo St. Petersburg - Rubin-TAN Kasan - Selenga Ulan-Ude - SKA Chabarowsk - Sachalin Juschno-Sachalinsk - Schemtschuschina-Amerus Enterprises Sotschi - FK Sokol Saratow - Spartak Anapa - Spartak Naltschik | - Swesda-Junis-Sib Irkutsk - FK Swesda Perm - Swetotechnika Saransk - Tekstilschtschik Iwanowo - Terek Grosny - Tom Tomsk - Torpedo Miass - Torpedo Rjasan - Torpedo Taganrog - Torpedo Wladimir - Torpedo Wolschski - Trion-Wolga Twer - Tschkalowez-FoKuMiS Nowosibirsk - Uralan Elista - Uralez Nischni Tagil - Zenit Ischewsk - Zenit Tscheljabinsk |
| 2. Liga (115) | | | |
| - Agan Raduschny - Agtala Moskau - Altair Schelling Derbent - Anschi Machatschkala - Arex Angarsk - Angara Bogutschany 1 - FK Apex Gattschina - Arsenal Tula - Asamat Tscheboksary - Asmaral Moskau (Reserve) - Astratex Astrachan - Awangard Kamyschin - Awangard Kolomna - Awangard Kursk - Awtodor-OLAF Wladikawkas - Awtopribor Oktjabrski - Baltika Kaliningrad - Beschtau Lermontow - Biowjas-Student St. Petersburg - Bulat Tscherepowez - Chimik Beloretschensk - Chimik Dserschinsk - Chitryje Lisy Orechowo-Sujewo - Druschba Budjonnowsk - Dynamo Moskau (Reserve) - Dynamo-2 Moskau - Dynamo-APK Isobilny - Dynamo Brjansk - Dynamo Kemerowo | - Elektron Wjatskije Poljany - Energija Tschaikowski - Ersu Grosny - Etalon Baksan - Gornjak Gramoteino - Gornjak Katschkanar - FK Idel Kasan - Interros Moskau - Irgis Balakowo - Iskra Nowoalexandrowsk - Iskra Smolensk - Kaspij Kaspijsk - Kawkaskabel Prochladny - KAZ-SKIF Nabereschnyje Tschelny - Karelija Petrosawodzk - FK Kinotawr Podolsk - Kolos Krasnodar - Kosmos-Kirowez St. Petersburg - Kuban Barannikowski - Lokomotive Moskau (Reserve) - Lokomotive St. Petersburg - Lokomotive Mineralnyje Wody - Maschinostroitel Pskow - Maschuk Pjatigorsk - Metallurg Aldan - Metallurg Nowotroizk - FK MGU Saransk - FK Mosenergo Moskau 1 - FK Neftechimik Nischnekamsk | - Neftjanik Urai - Metallurg Krasny Sulin - Niwa Slawjansk-na-Kubani - FK Oka Kolomna - Gasowik Orenburg - FK Pele Moskau - Progress Bijsk - Progress Tschernjachowsk - Politechnik-92 Barnaul 1 - Ritm Belgorod 1 - Rostselmasch Rostow (Reserve) - Rotor Wolgograd (Reserve) 1 - Sarja Krotowka - Sarja Leninsk-Kusnezki - Saturn Ramenskoje - Smena-Saturn St. Petersburg - Schachtjor Artjom - Schachtjor Schachty - Scherstjanik Newinnomyssk - FK SKA Rostow - FK Skat-5s Jelabuga - Sodowik Sterlitamak - Gasowik Ischewsk - Spartak Gorno-Altaisk - Swolma-Spartak Kostroma - Spartak Moskau (Reserve) - Spartak Orjol - Spartak Tambow - Sputnik Kimry | - Start Jeisk - FK Titan Reutow - FK Sibir Kurgan - Swesda-Rus Gorodischtsche - Tekstilschtschik Ischejewka - Tekstilschtschik Kamyschin (Reserve) 1 - Torgmasch Ljuberzy - Torpedo Adler - Torpedo Armawir - Torpedo Arsamas 1 - Torpedo Moskau (Reserve) - Torpedo Mytischtschi - Torpedo Pawlowo - Torpedo Rubzowsk - Torpedo-UdGu Ischewsk - FK TRASKO Moskau - Trestar Ostankino - Turbostroitel Kaluga - Urartu Grosny - Wainach Schali - Wenez Gulkewitschi - Wolgar Astrachan - Wolotschanin Wyschni Wolotschok - Wolschanin Kineschma - FK Wympel Rybinsk - Zenit Pensa - ZSKA Moskau (Reserve) - ZSKA-2 Moskau |

Römische Ziffern in Klammern geben die Ligastufe an, an der die Vereine während der Saison 1992 teilnehmen.

## 1. Runde
| Datum      |                                       | Ergebnis              |                                    |
| ---------- | ------------------------------------- | --------------------- | ---------------------------------- |
| 02.05.1992 | KAZ-SKIF Nabereschnyje Tschelny (III) | 4:1                   | Torpedo-UdGu Ischewsk (III)        |
| 02.05.1992 | Snama Arsamas (III) 1 2               | kampflos              | Asamat Tscheboksary (III)          |
| 02.05.1992 | Torpedo Arsamas (III)                 | kampflos              | FK Olimpija Kirowo-Tschepezk (–) 1 |
| 02.05.1992 | Sarja Krotowka (II)                   | 3:1                   | Zenit Pensa (III)                  |
| 02.05.1992 | Torpedo Rubzowsk (III)                | 1:0                   | Dynamo Kemerowo (III)              |
| 02.05.1992 | Torpedo Pawlowo (III)                 | 2:1                   | Tekstilschtschik Ischejewka (III)  |
| 02.05.1992 | Spartak Gorno-Altaisk (III)           | 3:1                   | Progress Bijsk (III)               |
| 02.05.1992 | Sodowik Sterlitamak (III)             | 2:1                   | Gasowik Orenburg (III)             |
| 02.05.1992 | FK Skat-5s Jelabuga (III)             | 2:0                   | Elektron Wjatskije Poljany (III)   |
| 02.05.1992 | Schachtjor Artjom (III)               | 1:1 n. V. (2:3 i. E.) | Metallurg Aldan (III)              |
| 02.05.1992 | Selenga Ulan-Ude (II)                 | 2:1 n. V.             | Arex Angarsk (III)                 |
| 02.05.1992 | Neftjanik Urai (III)                  | kampflos              | Agan Raduschny (III)               |
| 02.05.1992 | FK MGU Saransk (III)                  | kampflos              | EWM Rusajewka (–) 2                |
| 02.05.1992 | Kusbass Kemerewo (II)                 | 2:1                   | Tom Tomsk (II)                     |
| 02.05.1992 | Chimik Dserschinsk (III)              | kampflos              | FK Sibir Kurgan (III) 1            |
| 02.05.1992 | Irtysch Omsk (II)                     | kampflos              | Dynamo Jakutsk (II)                |
| 02.05.1992 | FK Idel Kasan (III)                   | 1:2                   | Gasowik Ischewsk (III)             |
| 02.05.1992 | Gornjak Gramoteino (III)              | 0:1                   | Sarja Leninsk-Kusnezki (III)       |
| 02.05.1992 | Energija Tschaikowski (III)           | 3:0                   | Gornjak Katschkanar (III)          |
| 02.05.1992 | Baschselmasch Neftekamsk (–) 2        | kampflos              | FK Neftechimik Nischnekamsk (III)  |
| 02.05.1992 | Zenit Tscheljabinsk (II)              | 5:0                   | Metallurg Nowotroizk (III)         |
| 02.05.1992 | Metallurg Magnitogorsk (II)           | 1:0                   | Awtopribor Oktjabrski (III)        |

## 2. Runde
| Datum      |                                       | Ergebnis              |                                        |
| ---------- | ------------------------------------- | --------------------- | -------------------------------------- |
| 13.04.1992 | FK SKA Rostow (III)                   | 1:0                   | Rostselmasch Rostow (Reserve) (III)    |
| 17.04.1992 | Chimik Beloretschensk (III)           | 2:2 n. V. (4:3 i. E.) | Kuban Barannikowski (III)              |
| 18.04.1992 | Swolma-Spartak Kostroma (–)           | 1:0                   | Wolschanin Kineschma (III)             |
| 18.04.1992 | Swesda-Rus Gorodischtsche (III)       | kampflos              | Spartak Tambow (III)                   |
| 18.04.1992 | Wolotschanin Wyschni Wolotschok (III) | 1:0                   | Sputnik Kimry (III)                    |
| 18.04.1992 | Wolgar Astrachan (III)                | kampflos              | Altair Schelling Derbent (III)         |
| 18.04.1992 | Trestar Ostankino (III)               | 0:2                   | Chitryje Lisy Orechowo-Sujewo (III)    |
| 18.04.1992 | Torgmasch Ljuberzy (III)              | 2:0                   | Interros Moskau (III)                  |
| 18.04.1992 | Smena-Saturn St. Petersburg (III)     | 3:1                   | Kosmos-Kirowez St. Petersburg (III)    |
| 18.04.1992 | Saturn Ramenskoje (III)               | 1:0                   | Torpedo Mytischtschi (III)             |
| 18.04.1992 | Progress Tschernjachowsk (III)        | 0:1 n. V.             | Baltika Kaliningrad (III)              |
| 18.04.1992 | Niwa Slawjansk-na-Kubani (III)        | kampflos              | Kolos Krasnodar (III)                  |
| 18.04.1992 | Metallurg Krasny Sulin (III)          | 0:1                   | Schachtjor Schachty (III)              |
| 18.04.1992 | Maschuk Pjatigorsk (III)              | 0:2 n. V.             | Dynamo-APK Isobilny (III)              |
| 18.04.1992 | Lokomotive St. Petersburg (III)       | 0:2                   | Biowjas-Student St. Petersburg (III) 1 |
| 18.04.1992 | Lokomotive Moskau (Reserve) (III)     | 1:5                   | Spartak Moskau (Reserve) (III)         |
| 18.04.1992 | FK Kinotawr Podolsk (III)             | 2:3                   | ZSKA Moskau (Reserve) (III)            |
| 18.04.1992 | Iskra Smolensk (III)                  | 3:0                   | Maschinostroitel Pskow (III)           |
| 18.04.1992 | Iskra Nowoalexandrowsk (III)          | 2:1                   | Wenez Gulkewitschi (III)               |
| 18.04.1992 | Irgis Balakowo (III)                  | 1:0 n. V.             | Awangard Kamyschin (III)               |
| 18.04.1992 | FK TRASKO Moskau (III)                | 2:1                   | Asmaral Moskau (Reserve) (III)         |
| 18.04.1992 | Etalon Baksan (III)                   | 1:2                   | Awtodor-OLAF Wladikawkas (III)         |
| 18.04.1992 | Ersu Grosny (III)                     | 3:0                   | Urartu Grosny (III)                    |
| 18.04.1992 | Start Jeisk (III)                     | kampflos              | Torpedo Adler (–)                      |
| 18.04.1992 | Dynamo-2 Moskau (Reserve) (III)       | kampflos              | Maccabi Moskau (III)                   |
| 18.04.1992 | Dynamo Moskau (Reserve) (III)         | 3:0                   | FK Oka Kolomna (III)                   |
| 18.04.1992 | Druschba Budjonnowsk (III)            | 0:2 n. V.             | Kawkaskabel Prochladny (III)           |
| 18.04.1992 | Beschtau Lermontow (III)              | 2:3                   | Lokomotive Mineralnyje Wody (III)      |
| 18.04.1992 | Astratex Astrachan (III)              | 2:1                   | Kaspij Kaspijsk (III)                  |
| 18.04.1992 | Arex Angarsk (III)                    | kampflos              | Karelija Petrosawodzk (III)            |
| 18.04.1992 | Anschi Machatschkala (III)            | 5:0                   | Wainach Schali (III)                   |
| 18.04.1992 | FK Wympel Rybinsk (III)               | 1:1 n. V. (4:3 i. E.) | Bulat Tscherepowez (III)               |
| 18.04.1992 | Dynamo Brjansk (III)                  | 2:0                   | Awangard Kursk (III)                   |
| 18.04.1992 | FK Pele Moskau (III)                  | kampflos              | FK Sarja Kaluga (–) 2                  |
| 19.04.1992 | Torpedo Moskau (Reserve) (III)        | 1:1 n. V. (1:3 i. E.) | Turbostroitel Kaluga (III)             |
| 19.04.1992 | FK Titan Reutow (III)                 | 3:0                   | Awangard Kolomna (III)                 |
| 19.04.1992 | Spartak Orjol (III)                   | 0:3                   | Arsenal Tula (III)                     |
| 19.04.1992 | ZSKA-2 Moskau (III)                   | 6:1                   | Agtala Moskau (III)                    |
| 23.04.1992 | Sarja Leninsk-Kusnezki (III)          | 0:1                   | Uralez Nischni Tagil (II)              |
| 23.04.1992 | Sarja Krotowka (III)                  | 3:2                   | Snamja Arsamas (III)                   |
| 23.04.1992 | Torpedo Miass (II)                    | 4:0                   | FK MGU Saransk (III)                   |
| 23.04.1992 | Spartak Gorno-Altaisk (III)           | 1:0                   | Torpedo Rubzowsk (III)                 |
| 23.04.1992 | FK Skat-5s Jelabuga (III)             | 0:1                   | KAZ-SKIF Nabereschnyje Tschelny (III)  |
| 23.04.1992 | FK Neftechimik Nischnekamsk (III)     | kampflos              | Zenit Tscheljabinsk (II)               |
| 23.04.1992 | Metallurg Magnitogorsk (II)           | 2:0                   | Sodowik Sterlitamak (III)              |
| 23.04.1992 | Metallurg Aldan (III)                 | kampflos              | Amur Komsomolsk am Amur (II)           |
| 23.04.1992 | Gasowik Ischewsk (III)                | 3:0                   | Chimik Dserschinsk (III)               |
| 23.04.1992 | Energija Tschaikowski (III)           | kampflos              | Druschba Joschkar-Ola (II)             |
| 23.04.1992 | Tschkalowez-FoKuMiS Nowosibirsk (II)  | 1:0                   | Selenga Ulan-Ude (II)                  |
| 23.04.1992 | Asamat Tscheboksary (III)             | 2:0                   | Torpedo Pawlowo (III)                  |
| 23.04.1992 | Agan Raduschny (III)                  | kampflos              | Irtysch Omsk (II)                      |
| 23.04.1992 | Metallurg Krasnojarsk (II)            | 3:0                   | Kusbass Kemerewo (II)                  |

## 3. Runde
| Datum      |                                       | Ergebnis              |                                       |
| ---------- | ------------------------------------- | --------------------- | ------------------------------------- |
| 01.05.1992 | Spartak Moskau (Reserve) (III)        | 5:2                   | ZSKA-2 Moskau (III)                   |
| 01.05.1992 | Smena-Saturn St. Petersburg (III)     | 1:0                   | FK Apex Gattschina (III)              |
| 01.05.1992 | Schachtjor Schachty (III)             | kampflos              | Arsenal Tula (III)                    |
| 01.05.1992 | FK SKA Rostow (III)                   | 0:0 n. V. (6:5 i. E.) | Chimik Beloretschensk (III)           |
| 02.05.1992 | Swolma-Spartak Kostroma (–)           | 1:0 n. V.             | Wolotschanin Wyschni Wolotschok (III) |
| 02.05.1992 | Swesda-Rus Gorodischtsche (III)       | 2:1                   | Irgis Balakowo (III)                  |
| 02.05.1992 | Wolgar Astrachan (III)                | 2:0                   | Astratex Astrachan (III)              |
| 02.05.1992 | Torpedo Armawir (III)                 | 0:1                   | Iskra Nowoalexandrowsk (III)          |
| 02.05.1992 | Start Jeisk (III)                     | 2:0                   | Niwa Slawjansk-na-Kubani (III)        |
| 02.05.1992 | Saturn Ramenskoje (III)               | 0:2                   | FK Titan Reutow (III)                 |
| 02.05.1992 | Lokomotive Mineralnyje Wody (III)     | 3:2 n. V.             | Scherstjanik Newinnomyssk (III)       |
| 02.05.1992 | Chitryje Lisy Orechowo-Sujewo (III)   | 2:0                   | Dynamo-2 Moskau (III)                 |
| 02.05.1992 | Kawkaskabel Prochladny (III)          | kampflos              | Uralan Elista (II)                    |
| 02.05.1992 | Dynamo-APK Isobilny (III)             | 1:1 n. V. (3:0 i. E.) | Awtodor-OLAF Wladikawkas (III)        |
| 02.05.1992 | ZSKA Moskau (Reserve) (III)           | 0:1                   | FK TRASKO Moskau (III)                |
| 02.05.1992 | Baltika Kaliningrad (III)             | 2:1                   | Biowjas-Student St. Petersburg (III)  |
| 02.05.1992 | Atommasch Wolgodonsk (II)             | kampflos              | Dynamo Brjansk (III)                  |
| 02.05.1992 | Anschi Machatschkala (III)            | 2:0                   | Ersu Grosny (III)                     |
| 02.05.1992 | FK Wympel Rybinsk (III)               | 0:1                   | Dynamo Moskau (Reserve) (III)         |
| 02.05.1992 | Iskra Smolensk (III)                  | 3:0                   | Torgmasch Ljuberzy (III)              |
| 02.05.1992 | Turbostroitel Kaluga (III)            | 0:3                   | FK Pele Moskau (III)                  |
| 13.06.1992 | Swesda-Junis-Sib Irkutsk (II)         | 3:2                   | Tschkalowez-FoKuMiS Nowosibirsk (II)  |
| 13.06.1992 | Zenit Ischewsk (II)                   | 2:1                   | Sarja Krotowka (III)                  |
| 13.06.1992 | Uralez Nischni Tagil (II)             | 2:0                   | Dynamo Barnaul (II)                   |
| 13.06.1992 | Sachalin Juschno-Sachalinsk (II)      | 1:0                   | SKA Chabarowsk (II)                   |
| 13.06.1992 | FK Neftechimik Nischnekamsk (III)     | 7:0                   | Gastello Ufa (II)                     |
| 13.06.1992 | Metallurg Nowokusnezk (II)            | 1:2 n. V.             | Spartak Gorno-Altaisk (III)           |
| 13.06.1992 | Metallurg Aldan (III)                 | kampflos              | FK Lutsch Wladiwostok (II)            |
| 13.06.1992 | Gasowik Ischewsk (III)                | 2:1                   | Rubin-TAN Kasan (II)                  |
| 13.06.1992 | Energija Tschaikowski (III)           | 1:1 n. V. (5:6 i. E.) | FK Swesda Perm (III)                  |
| 13.06.1992 | Asamat Tscheboksary (III)             | 2:1                   | Lada Dimitrowgrad (II)                |
| 13.06.1992 | Amur Blagoweschtschensk (III)         | 4:0                   | Metallurg Krasnojarsk (II)            |
| 13.06.1992 | Agan Raduschny (III)                  | kampflos              | Lokomotive Tschita (II)               |
| 13.06.1992 | Dynamo Kirow (II)                     | 3:2                   | Metallurg Magnitogorsk (III)          |
| 13.06.1992 | FK Lada Toljatti (II)                 | 2:1                   | Torpedo Miass (II)                    |
| 13.06.1992 | KAZ-SKIF Nabereschnyje Tschelny (III) | 3:4 n. V.             | KAMAS Nabereschnyje Tschelny (II)     |

## 4. Runde
| Datum      |                                                  | Ergebnis                |                                   |
| ---------- | ------------------------------------------------ | ----------------------- | --------------------------------- |
| 13.06.1992 | Torpedo Taganrog (II)                            | 1:0                     | Atommasch Wolgodonsk (II)         |
| 13.06.1992 | FK Titan Reutow (III)                            | kampflos                | Swetotechnika Saransk (II)        |
| 13.06.1992 | Terek Grosny (II)                                | 5:3                     | Anschi Machatschkala (III)        |
| 13.06.1992 | Spartak Moskau (Reserve) (III)                   | 5:1                     | FK Sokol Saratow (III)            |
| 13.06.1992 | Spartak Anapa (II)                               | 3:1                     | Start Jeisk (III)                 |
| 13.06.1992 | Prometey-Dynamo St. Petersburg (II)              | 0:1 n. V.               | Smena-Saturn St. Petersburg (III) |
| 13.06.1992 | Nart Tscherkessk (II)                            | 1:2                     | Wolgar Astrachan (III)            |
| 13.06.1992 | Lokomotive Mineralnyje Wody (III)                | 4:2 n. V.               | Asmaral Kislowodsk (II)           |
| 13.06.1992 | Chitryje Lisy Orechowo-Sujewo (III)              | 2:1                     | Torpedo Rjasan (II)               |
| 13.06.1992 | Iskra Nowoalexandrowsk (III)                     | 0:1                     | Druschba Maikop (II)              |
| 13.06.1992 | FK TRASKO Moskau (III)                           | 0:3                     | Metallurg Lipezk (II)             |
| 13.06.1992 | FK Pele Moskau (III)                             | 1:1 n. V. (3:2 i. E.)   | Energomasch Belgorod (II)         |
| 13.06.1992 | Dynamo Moskau (Reserve) (III)                    | 0:2                     | Dynamo Wologda (II)               |
| 13.06.1992 | Dynamo-APK Isobilny (III)                        | 3:0                     | Spartak Naltschik (II)            |
| 13.06.1992 | Arsenal Tula (III)                               | 2:1                     | APK Asow (II)                     |
| 13.06.1992 | Tekstilschtschik Iwanowo (II)                    | 2:1                     | Swolma-Spartak Kostroma (III)     |
| 13.06.1992 | Schemtschuschina-Amerus Enterprises Sotschi (II) | 3:0                     | FK SKA Rostow (III)               |
| 13.06.1992 | Torpedo Wolschski (II)                           | 3:2                     | Swesda-Rus Gorodischtsche (III)   |
| 13.06.1992 | Torpedo Wladimir (II)                            | 2:1                     | Iskra Smolensk (III)              |
| 13.06.1992 | Kawkaskabel Prochladny (III)                     | 2:0                     | Gekris Noworossijsk (II)          |
| 13.06.1992 | Baltika Kaliningrad (III)                        | 2:1                     | Trion-Wolga Twer (II)             |
| 04.07.1992 | FK Neftechimik Nischnekamsk (III)                | 2:2 n. V. (7:6 i. E.)   | Asamat Tscheboksary (III)         |
| 23.07.1992 | Uralez Nischni Tagil (II)                        | 2:1                     | Dynamo-Gasowik Tjumen (I)         |
| 23.07.1992 | Spartak Gorno-Altaisk (III)                      | 0:0 n. V. (14:15 i. E.) | Swesda-Junis-Sib Irkutsk (II)     |
| 23.07.1992 | Metallurg Aldan (III)                            | kampflos                | Sachalin Juschno-Sachalinsk (II)  |
| 23.07.1992 | Agan Raduschny (III)                             | kampflos                | Amur Blagoweschtschensk (II)      |
| 23.07.1992 | FK Swesda Perm (II)                              | 2:2 n. V. (7:6 i. E.)   | Zenit Ischewsk (II)               |
| 23.07.1992 | FK Lada Toljatti (II)                            | 5:1                     | Dynamo Kirow (II)                 |
| 23.07.1992 | KAMAS Nabereschnyje Tschelny (II)                | 5:2                     | Gasowik Ischewsk (III)            |

## 5. Runde
| Datum      |                                   | Ergebnis              |                                                  |
| ---------- | --------------------------------- | --------------------- | ------------------------------------------------ |
| 23.07.1992 | Wolgar Astrachan (III)            | kampflos              | Dynamo-APK Isobilny (III)                        |
| 23.07.1992 | Lokomotive Mineralnyje Wody (III) | 2:4                   | Terek Grosny (II)                                |
| 23.07.1992 | Kawkaskabel Prochladny (III)      | 1:0                   | Spartak Anapa (II)                               |
| 23.07.1992 | Druschba Maikop (II)              | 1:0                   | Schemtschuschina-Amerus Enterprises Sotschi (II) |
| 23.07.1992 | Arsenal Tula (III)                | 2:0                   | FK Pele Moskau (III)                             |
| 23.07.1992 | Metallurg Lipezk (II)             | 2:3 n. V.             | Torpedo Wolschski (II)                           |
| 23.07.1992 | Swetotechnika Saransk (II)        | 2:1                   | Chitryje Lisy Orechowo-Sujewo (III)              |
| 23.07.1992 | Dynamo Wologda (II)               | 1:2                   | Tekstilschtschik Kamyschin (I)                   |
| 23.07.1992 | Baltika Kaliningrad (III)         | 0:1                   | Smena-Saturn St. Petersburg (III)                |
| 25.07.1992 | Kuban Krasnodar (I)               | 2:3                   | Torpedo Taganrog (II)                            |
| 25.07.1992 | Zenit St. Petersburg (I)          | 3:0                   | Torpedo Wladimir (II)                            |
| 22.08.1992 | Krylja Sowetow Samara (I)         | 0:3                   | Spartak Moskau (Reserve) (III)                   |
| 27.08.1992 | Swesda-Junis-Sib Irkutsk (II)     | 0:0 n. V. (4:5 i. E.) | Uralez Nischni Tagil (II)                        |
| 27.08.1992 | FK Neftechimik Nischnekamsk (III) | 3:0                   | FK Lada Toljatti (II)                            |
| 27.08.1992 | Metallurg Aldan (III)             | kampflos              | Agan Raduschny (III)                             |
| 27.08.1992 | KAMAS Nabereschnyje Tschelny (II) | 7:1                   | FK Swesda Perm (II)                              |

## 6. Runde
| Datum      |                                            | Ergebnis              |                                   |
| ---------- | ------------------------------------------ | --------------------- | --------------------------------- |
| 07.10.1992 | Uralez Nischni Tagil (II)                  | 2:3 n. V.             | Uralmasch Jekaterinburg (I)       |
| 07.10.1992 | Torpedo Taganrog (II)                      | 0:1                   | Tekstilschtschik Kamyschin (I)    |
| 07.10.1992 | Terek Grosny (II)                          | kampflos              | Spartak Moskau (I)                |
| 07.10.1992 | Spartak Moskau (Reserve) (III)             | 0:1                   | Lokomotive Moskau (I)             |
| 07.10.1992 | Smena-Saturn St. Petersburg (III)          | 1:2                   | ZSKA Moskau (I)                   |
| 07.10.1992 | Rostselmasch Rostow (I)                    | kampflos              | Kawkaskabel Prochladny (III)      |
| 07.10.1992 | Okean Nachodka (I)                         | 1:0                   | Metallurg Aldan (III)             |
| 07.10.1992 | Lokomotive-Eretisport Nischni Nowgorod (I) | 2:0                   | FK Neftechimik Nischnekamsk (III) |
| 07.10.1992 | Dynamo Stawropol (I)                       | 1:0 n. V.             | Wolgar Astrachan (III)            |
| 07.10.1992 | Dynamo Moskau (I)                          | 3:0                   | KAMAS Nabereschnyje Tschelny (II) |
| 07.10.1992 | Druschba Maikop (II)                       | 0:0 n. V. (4:2 i. E.) | Spartak Wladikawkas (I)           |
| 07.10.1992 | Arsenal Tula (III)                         | 0:1                   | Torpedo Moskau (I)                |
| 07.10.1992 | Torpedo Wolschski (II)                     | 2:0                   | Rotor Wolgograd (I)               |
| 07.10.1992 | Tekstilschtschik Iwanowo (II)              | 1:2                   | Schinnik Jaroslawl (I)            |
| 07.10.1992 | Swetotechnika Saransk (II)                 | 2:0                   | Asmaral Moskau (I)                |
| 07.10.1992 | Fakel Woronesch (I)                        | 1:0                   | Zenit St. Petersburg (I)          |

## Achtelfinale
| Datum      |                                            | Ergebnis  |                         |
| ---------- | ------------------------------------------ | --------- | ----------------------- |
| 14.11.1992 | Terek Grosny (II)                          | 0:1 n. V. | Dynamo Stawropol (I)    |
| 14.11.1992 | Tekstilschtschik Kamyschin (I)             | 1:3       | Torpedo Moskau (I)      |
| 14.11.1992 | Lokomotive-Eretisport Nischni Nowgorod (I) | 0:1       | Dynamo Moskau (I)       |
| 14.11.1992 | Lokomotive Moskau (I)                      | 1:2       | Torpedo Wolschski (II)  |
| 14.11.1992 | Druschba Maikop (II)                       | 4:0       | Rostselmasch Rostow (I) |
| 14.11.1992 | ZSKA Moskau (I)                            | 5:1       | Schinnik Jaroslawl (I)  |
| 14.11.1992 | Uralmasch Jekaterinburg (I)                | 8:0       | Okean Nachodka (I)      |
| 14.11.1992 | Swetotechnika Saransk (II)                 | 4:2       | Fakel Woronesch (II)    |

## Viertelfinale
| Datum      |                      | Ergebnis              |                             |
| ---------- | -------------------- | --------------------- | --------------------------- |
| 19.02.1993 | ZSKA Moskau (I)      | 3:0                   | Swetotechnika Saransk (II)  |
| 16.03.1993 | Torpedo Moskau (I)   | 0:0 n. V. (8:7 i. E.) | Torpedo Wolschski (II)      |
| 16.03.1993 | Dynamo Stawropol (I) | 0:3                   | Druschba Maikop (II)        |
| 16.03.1993 | Dynamo Moskau (I)    | 3:0                   | Uralmasch Jekaterinburg (I) |

## Halbfinale
| Datum      |                    | Ergebnis |                      |
| ---------- | ------------------ | -------- | -------------------- |
| 27.05.1993 | Torpedo Moskau (I) | 1:0      | Druschba Maikop (II) |
| 27.05.1993 | ZSKA Moskau (I)    | 1:0      | Dynamo Moskau (I)    |

## Finale
| Paarung        | ZSKA Moskau – Torpedo Moskau |
| Ergebnis       | 1:1 n. V. (1:1, 1:1); 3:5 i. E. |
| Datum          | 13. Juni 1993 |
| Stadion        | Olympiastadion Luschniki, Moskau |
| Zuschauer      | 20.000 |
| Schiedsrichter | Sergei Chusainow |
| Tore           | 0:1 Nikolai Sawitschew (7.) 1:1 Ilschat Fajsulin (18.) Elfmeterschießen: 0:1 Andrei Afanasjew Jury Antanowitsch (gehalten) 0:2 Andrei Nowgorodow 1:2 Jurij Dudnik 1:3 Iwan Pasjomow 2:3 Waleri Minko 2:4 Aleksei Arefjew 3:4 Sergei Mamtschur 3:5 Dmitry Uljanow                                                  |
| ZSKA Moskau    | Jewgenij Plotnikow – Aleksei Guschtschin (101. Waleri Masalitin), Sergei Kolotowkin, Denis Maschkarin, Oleg Maljukow – Sergei Mamtschur, Wassili Ivanow (63. Waleri Minko), Dmitrij Karsakow, Jury Antanowitsch – Oleg Sergejew (83. Jurij Dudnik), Ilschat Fajsulin Cheftrainer: Gennadi Kostylew                |
| Torpedo Moskau | Aleksandr Podschiwalow – Gennadi Filimonow, Maksim Tschelzow, Andrei Afanasjew, Dmitry Uljanow – Sergei Schustikow (48. Sergei Tschumatschenko), Maksim Putilin (70. Andrei Nowgorodow), Aleksei Arefjew, Nikolai Sawitschew (109. Iwan Pasjomow) – Igor Tschugainow, Dmitri Prokopenko Cheftrainer: Juri Mironow |